# Maurice Allais
Maurice Félix Charles Allais (Párizs, 1911. május 31. – Saint-Cloud, 2010. október 9.) francia közgazdász, tudományos kutató, egyetemi tanár. 1988-ban „a piacok elméletéhez és az erőforrások hatékony felhasználásának elméletéhez való úttörő hozzájárulásáért” Közgazdasági Nobel-emlékdíjat kapott.
A szegény sorból érkező Allais 1932-ben a legmagasabb pontszámmal felvételizett a francia mérnökképző Politechnikumra (École Polytechnique). Bányamérnökként a tudományos kutatás és az oktatás felé fordult. Egyike volt azoknak, akik a matematika szigorát kívánták meghonosítani a közgazdaságtan területén. 1944-ben került a párizsi Bányászati Főiskola gazdasági tanszékére, ahol negyven évig tanított. 1946-ban a francia Nemzeti Tudományos Kutatóközpont (CNRS) kutatási igazgatójának nevezték ki. Első művei: A gazdaságtudomány kutatásához (1943) és a Gazdaság és érdek (1947).
Munkásságát 1988-ban Közgazdasági Nobel-emlékdíjjal ismerték el. Ez a nemzetközi elismerés kellő médiahátteret biztosított számára, hogy a nyilvánosság elé tárhassa azon téziseit, amelyeket ugyan már régóta vallott és tanított, de amelyek sértették az 1973 óta kialakított átfogó pénz- és vámügyi reformok szellemiségét.
Ellenezte az árfolyamok lebegtetését, a pénzügyi deregulációt, az Európai Unió közös külső tarifáinak eltörlésére vonatkozó elképzelést. Kifejtette, hogy ezek az újítások munkahelyek megszűnéséhez vezetnek Európában, a világban pedig újabb gazdasági válságot idéznek elő. Az úgynevezett „felemelkedő országokban” 1988-ban bekövetkezett válsággal kapcsolatban kijelentette: „aminek meg kell érkeznie, megérkezik!” A kor nagy konszenzusos elméleteinek ellentmondó állásfoglalásait gyakran nagyon nyersen fejtette ki. Ezek többségének fogadtatása kedvezőtlen volt, néhányukat pedig mind jobb-, mind baloldali szélsőségesek használják fel politikai játszmáikban.
A 2007-ben kibontakozott gazdasági világválság, amely bekövetkezésének szükségszerűségére folyamatosan figyelmeztetett, újra indította a vitát számos olyan kérdésben, amelyekben Maurice Allais korábban már markánsan állást foglalt, s amelyeket ő figyelmeztető jelnek tekintett.

## Életrajza
1911. május 31-én született Párizsban, szegény családban; apja kereskedő, nagyapja asztalos volt. Korán árvaságra jutott, mivel apja 1915-ben, német hadifogságban hunyt el. Gimnáziumi tanulmányai során kitűnt tehetségével. 1928-ban tette le első érettségi vizsgáját, majd 1929-ben a másodikat, filozófiából és matematikából. Egy elit iskolákra felkészítő speciális matematikai tanfolyam elvégzése után felvették a leghíresebb francia felsőfokú képzési intézmények közé tartozó francia mérnökképző Politechnikumba (École Polytechnique). Mivel elégedetlen volt a rangsorban elfoglalt helyével, elvégzett egy újabb előkészítőt, és ismét felvételizett – ekkor már a legmagasabb pontszámmal vették fel. Tanulmányai alatt mindvégig megőrizte évfolyamelsőségét, ami lehetővé tette számára, hogy kibocsátásakor a nagy kormánytestületek közül válasszon. Ő a bányászat mellett döntött, így 1934 és 1936 között a bányamérnöki főiskola hallgatójaként képezte tovább magát. Katonai szolgálatát Fontainebleau-i tüzérségnél töltötte. Az általános mozgósítás után hadnagyként néhány hétig az alpesi vadász tüzéregység egy ütegének parancsnoka volt a fronton, a Briançon-hoz közeli olasz határszakaszon.

### Szakmai pályafutása
- 1937–1943 – Üzemmérnök a Nantes-i bányavállalatnál;.
- 1943–1948 – A Bányászati Dokumentációs és Statisztikai Iroda igazgatója.
- 1946–1980 – Nyugdíjazásáig a francia Nemzeti Tudományos Kutatóközpont (CNRS) kutatási igazgatója.
- 1944–1970 – A francia Gazdasági és Szociális Kutatócsoport igazgatója.
- 1944–1988 – A párizsi Bányászati Főiskola gazdasági tanszékének tanára.
- 1946-tól a francia Gazdaságelemző Központ (Centre d'Analyse économique) igazgatója.
- 1947–1968 – A Párizsi Egyetem statisztikai intézetének elméleti gazdaságtan tanára.
- 1958–1959 – „Distinguished Visiting Scolar” a Virginiai Egyetem mellett működő Thomas Jefferson Központban.
- 1967–1970 – a genfi Felsőfokú Nemzetközi Tanulmányok Intézetének tanára.
- 1970–1985 – A Párizs X Egyetem (Nanterre) pénzügyi elemző szemináriumának vezetője.

1980-ban vonult nyugdíjba a francia Nemzeti Bánya-főfelügyelőségi Kar tiszteletbeli főmérnöke megtisztelő címmel.

## Főbb gazdasági munkái

### Az Allais-paradoxon
Maurice Allais legnevezetesebb felfedezése egy paradoxon, melyet 1953-ban, New Yorkban, az American Economic Society konferenciáján fejtett ki először, majd publikált különféle gazdasági szaklapokban az 1950-es évek folyamán. Ebben a függetlenségi axiómát vegyítette az alapvetően Neumann János által megalkotott Neumann–Morgenstern-féle hasznosságfüggvénnyel. Allais kimutatta, hogy e hasznosságfüggvény nem adja meg a kockázatos döntések tökéletes leírását, mivel a preferenciák a konkrét döntési helyzettől is függnek.
A várható hasznosság teóriája egy sor, kritikus helyzetekben döntést hozó, racionálisan gondolkodó egyén viselkedésére vonatkozó axiómára támaszkodik. Allais kísérleti úton kimutatta, hogy az egyének az egyik axiómát sorozatosan megszegték, mégpedig éppen a függetlenségi axiómát. Ezen axióma lényege: „ha A lutrit előnyben részesítjük B lutrival szemben, akkor bármilyen legyen is C lutri és bármilyen legyen annak p valószínűsége, [(p)A ; (1-p)C] előnyben lesz [(p)B ; (1-p)C] lutrival szemben.” [(p)A ; (1-p)C] egy olyan lutrit jelöl, amelyen belül az A lutri p valószínűséggel, míg a C lutri (1-p) valószínűséggel szerepel.
Ez az axióma abszolút természetesnek tűnik: bármit is gondol az egyén a C lutriról, ha arra kérik, keverje azt p valószínűséggel akár A-val, akár B-vel, várható, hogy ő azt választja, amelyiket már előnyben részesítette, azaz – feltételezhetően – A-t. Ennek ellenére a kísérletek azt mutatták, hogy a javasolt alternatívákban rendkívül valószínűtlenné vált haszon miatt az egyének többségénél oda vezetett, hogy nem igazolták ezt az axiómát. E jelenség a következő példával illusztrálható. Először arra kérik meg az egyéneket, hogy válasszanak a következő A és B lutri közül:
A : [10 000 € (100%)]
B : [15 000 € (90%) ; 0 € (10%)]
Általános szabályként az egyének többsége előnyben részesíti az A lutrit, melynek hozadéka biztos, még ha a B lutri várható nyeresége nagyobb is: 13 500 €.
Második menetben megkérik az egyéneket, válasszanak a következő C és D lutri közül:
C : [10 000 € (10%) ; 0 € (90%)]
D : [15 000 € (9%) ; 0 € (91%)]
Általános szabályként azok az egyének, aki előbb az A-t részesítették előnyben a B-vel szemben, a D-t fogják előnyben részesíteni a C-vel szemben, mert D számottevően nagyobb haszonnal kecsegtet, mint az alig nagyobb valószínűségű C.
Pedig láthatjuk, hogy
C : [A (10%) ; Z (90%)]
D : [B (10%) ; Z (90%)]
ahol Z zéró lutri, amely se hasznot nem hoz, se veszteséget nem okoz: Z : [0 € (100%)]
A két választás együttes érvényesülése sérti a függetlenségi axiómát, mivel a szerint, ha A előnyben részesül B-vel szemben, C-nek kellene előnyben részesülnie D-vel szemben, csakhogy a gyakorlat ezt mégsem igazolja.
Allais nem kérdőjelezte meg teljes egészében az összehasonlító hasznosság elvét: többé-kevésbé kísérleti úton kimutatta, hogy amennyiben a kockázat szélsőségesen magas, a játékosok inkább a kockázati prémiumra koncentrálnak. Az Allais-paradoxon alkalmazásaival lehetőség nyílt a döntéselmélet és a gazdasági viselkedéstan többirányú, változatos fejlesztésére.

### Pénzdinamikai munkái
Maurice Allais gazdasági kutatásainak középpontjában a pénz állt, ami minden művében jelen van a Gazdaság és érdek 1947-es megjelenésétől a francia kutatási minisztérium támogatásával 1999-ben megjelentetett Pénzdinamikai alapok-ig.
E kutatások magját a pénzdinamika örökletes (származtatott) és relativisztikus függvényben való kifejezése képezi, egy, a fizikai tudományok modelljét követő matematikai egyenletjáték, mely lehetővé teszi, hogy különféle állandók segítségével komplex jelenségeket írjunk le. A problémamegközelítés egyrészt azt kívánja, hogy jelentős kronológiai sorozatokat alkossunk, másrészt pedig azt, hogy ellenőrizzük: a javasolt egyenletek összhangban vannak-e a tapasztalati adatoknak. A kezdetben három tetszőleges állandóra alapozott pénzdinamikai egyenlet már csak kettőt tartalmazott, amikor Maurice Allais azt támasztotta követelményként, hogy a múlt elfeledése és a jövő aktualizálása legyen egyenértékű, s ellenőrizte, hogy az eredmény megegyezik-e a statisztikai valósággal.
A pénzdinamikai egyenlet első formuláját 1953-ban mutatta be: T D (t+T)= T D(t) + M(t) – Mp(t)
ahol D a teljes költséget, M a meglévő teljes pénzkészletet, az Mp pedig a kívánt teljes pénzkészletet jelenti. A T reakcióidőt állandónak tekinti. A formula 1955-ben változott, amikor is úgy tekintették, hogy T a T idő függvénye.
Az új változókkal kapcsolatos kutatásai alapján kezdte bevezetni fokozatosan a konjunktúra pszichológiai mérlegelésének fogalmát, majd a pszichológiai idő figyelembe vételét. A pszichológiai kamatláb fogalmának kifejtésével Maurice Allais a pénzigénylés funkcióját és pénznyújtás funkcióját úgy fejtette ki, hogy egy újszerű állítással módosította; eszerint a kamatláb megegyezik a felejtési rátával.
Ezek az elméletek az emberi viselkedés behaviorista megközelítését javasolják, mely viselkedési állandókat vizsgál erősen eltérő feltételek között. A hiperinfláció tanulmányozása például, a politikai és gazdasági rendszerek erős különbözősége ellenére ugyanazokat a viselkedési állandókat mutatta ki a vizsgált 1920-as évek eleji német és szovjet esetekben.
Ezek az elméletek, amikor is a fejlett matematika olyan törékeny területekre hatol be, mint a pszichológia és a felejtés, oda vezették Maurice Allais-t, hogy újra fogalmazza a gazdaságelmélet jelentős aspektusait, a pénz kvantitatív elméletét, a Keynes-i pénzcsapdát, a ciklusok elméletét, a növekedés és az infláció közötti kapcsolatot.
Allais közgazdasági Nobel-emlékdíját a Walras-törvény újrafogalmazásával indokolták, ami – miután tanítványa, Gérard Debreu öt évvel korábban már átvehette ugyanezt a díjat – egyfajta tisztelgés volt az előtt a matematikai szigor előtt, melyet Maurice Allais vezetett be a tudományágba.
Nehéz áttekinteni az összes matematikai egyenletfelállítási munkáját egy ilyesféle eszközkezelésben kevésbé járatos közgazdászi környezetben, főleg, hogy közrebocsátásuk nem angol nyelven történt. Néhány fontosabb tézise anélkül terjed az angolszász gazdasági világban, hogy azokat hozzá kötnék, mivel angol nyelvű megfogalmazásukat sok esetben újként kezelik. Így például az optimális növekedés aranyszabálya, amelyet Edmund Phelps és William Baumol mutatott be, a Maurice Allais-féle pénznyújtási egyenleteket népszerűsítette. Daniel Kahnemannak és Amos Tverskynek tulajdonítják a gazdaság behaviorista elméletét, holott az Allais első munkáinak egyike.

### A washingtoni konszenzustól merőben eltérő ötletei
Miután megkapta a Nobel-díjat, Maurice Allais bekapcsolódott a gazdaság világméretű megszervezése körül folytatott vitákba; e témakörben számos cikke és könyve jelent meg. Egyes javaslatai abszolút szembehelyezkedtek az elterjedt gyakorlattal, a pénz általánossá vált lebegtetésével, a pénzügyi deregulációval és a gazdasági határoknak a washingtoni konszenzus szellemében történő leépítésével.
- A folyamatos tőzsdei árjegyzés tiltása[13]

Az 1987. évi tőzsdeválság hatására, melyet jórészt informatikai programokkal végrehajtott láncszerű eladási megbízások okoztak, fellépett a gazdasági szabályoknak ellentmondó folyamatos árjegyzés ellen, melynek inkább a valós érték kifejezőjének kellene lennie, mint az ajánlati és keresleti maximum által alakított értékűnek, mivel ez utóbbinak semmi más célja, mint hogy lehetővé tegye a valódi ok nélküli, spekulatív nyerészkedést a pénzpiacok által befolyásolt áron. A New York-i tőzsde 2010. május 6-i gyors technikai összeomlása, melyet automatikus kereskedés okozott, nagyon is aktuálissá tette ezt a határozott állásfoglalást.
- A szerződések indexálásának általánossá tételét[14]

Maurice Allais úgy tekintette, hogy az infláció árt a gazdasági igazságosságnak és meghamisítja a források jó elosztását. Azért, hogy forszírozza a szerződések, nevezetesen a kölcsönök gazdasági igazságosságát, kérte a szerződések, különösen kamatok indexálásának általánossá tételét. Ez a pénz- és bankvilág által elutasított ötlet ugyancsak szembe megy a nagy olajválságok óta folytatott, indexálást mellőző politikával és gyakorlattal.
- A banki transzformáció és a bankok pénzgyártásának tilalma[15][16]

A magánszemélyek letétjeinek valóságos letéteknek kell lenniük, azaz egy-egy betéteshez köthető javaknak, amelyekkel a bank nem rendelkezhet kénye-kedve szerint. Ilyen feltételekkel a bankszektor nem bocsáthatna ki hitelpénzt. A bankok csak olyan forrásokra adhatnának kölcsönt, amelyeknek letéti időtartama összevethető a kölcsönökével. A pénzgyártás joga az államnak van fenntartva, a megfelelő nyereség az általános pénzügyi terhek csökkentéséből származnak. Ennek fejében a bankok fizetéskezelése a felhasználók számára fizetőssé válik, mint bármely már szolgáltatás. Maurice Allais szerint minden nagy recessziót a hitelek rendszertelenségei okoztak, így viszont sokkal szabályosabb növekedés lenne elérhető.
Ezeket az – egyébként már Irving Fisher által, az 1929-es gazdasági világválság idején kifejtett – ötleteket részben felhasználták az Egyesült Királyságban is, amikor John Kay angol közgazdász garantált banki filozófiája (narrow bank) alapján, nagy költségek árán megmentették a brit bankrendszert. Az uralkodó eszme azonban mégis inkább a banki transzformáció és a bankok pénzgyártásának „szabályozása” marad, s nem azok tiltása.
Allais e témában lejegyzett nagyon kemény, a bankokat hamisítókkal összehasonlító mondatai kivívták egyes globalizációellenes mozgalmak szimpátiáját, és a politikai és pénzügyi körök elutasítását.
- Az európai közös vámtarifa feladása tervének kritikája.

Noha az Európai Gazdasági Közösség (EGK) létrehozása időszakában lelkes Európa-párti volt Allais soha nem fogadta el a vámkorlátozások szisztematikus felszámolását, amelyet 1974 óta folyamatosan napirenden tartottak. A szabadkereskedelem híveként úgy vélte, hogyha az életszínvonal és a termelési rendszer közötti szakadék mélyül, az kontraproduktív helyzetet teremt, és biztonsági szelepeket kell beépíteni, hogy elkerülhető legyen a legfejlettebb országok iparának és mezőgazdaságának vesztesége. A szabadkereskedelmet – úgymond – adagolni szükséges.
A fejlett nyugat általános gyakorlatával 1974-től szembehelyezkedő nézeteivel Maurice Allais fokozatosan egy másképp gondolkozó szerepébe csúszott át. 2008-ban kirobbant gazdasági világválság, az európai ipar leépítése, illetve tömeges külföldre telepítése ismét reflektorfénybe helyezte Allais egyes nézeteit.

### A Calais-i utas metaforája
Maurice Allais felteszi a kérdést: „Mennyibe kerül egy Calais-ban vonatra szállt utas elszállítása Párizsba?”
- A kalauz úgy véli: a plusz utas szállításával járó többletforrás-felhasználás valójában nem számszerűsíthető, ezért a válasza: „szinte semmibe” (nulla határköltség).
- A vonatvezető már kimértebb lesz: ha hatvan utassal járnánk el ugyanígy, egy plusz kocsit kellene beállítani, tehát egy fő utaztatási költsége az adott szakaszon egy kocsi utaztatási költségének 1/60 része.
- A vonalszakasz főnöke ezt nem nézi jó szemmel: nem lehet kocsikat tenni a szerelvényhez nyakló nélkül; 20 kocsi felett újabb szerelvényt kellene beállítani. A maga részéről javasolja tehát, hogy az előző kocsi 1/60-ad részéhez adják még hozzá a vontatás költségének, valamint a mozdonyvezető bérének 1/1200 részét.
- A vasúthálózat főnöke egyáltalán nem ért egyet ezzel: ugyanazon a vonalszakaszon ugyanis nem lehet megtöbbszörözni a vonatok számát minden veszély nélkül; napi 50 vonat felett meg kell duplázni a sínpályák számát. A maga részéről tehát hozzáteszi a sínpár bekerülési költségének 1/120 000 részét (természetesen a szállítási időhöz arányítva).

Maurice Allais így mutatja be, hogy egymást követő megközelítő becslésekkel úgy határozhatjuk meg a jegy minimális árát, hogy a vasúti társaság ne jusson zsákutcába, s ne legyen ráfizetéses. Ez a „Calais-i utas metaforája” néven hozzá kötött példa jól mutatja, sosem beszélhetünk tisztán egy tulajdon vagy szolgáltatás költségéről, hanem sokkal pontosabb egy döntés költségéről beszélni, jelezvén, hogy melyik szintet vizsgáljuk.
A közgazdászok régóta elismerik a költség fogalmának relatív voltát, amikor azt mondják, hogy egy költség mindig csak „lehetséges költség”: az az érték, amivel a cselekvés pillanatában már fel is hagyunk. A paradoxon az, hogy a közgazdasági matematikusok nem akcióról, hanem inkább helyzetről beszélnek, oly módon, hogy nincsenek jobb helyzetben ahhoz, hogy logikus következtetéseket vonhassanak le.
Maurice Allais többek között felismerte, hogy a költség a döntés következményeitől függ: fel kell tehát ismerni, kinek kerül a döntés valóban valamibe, miért ő az, akinél felmerülhet a költség, és az, aki elviseli a költségeket, hogyan győződhet meg arról, hogy az őt képviselő személyek (a vasút esetén például a kalauz) jó döntéseket fognak hozni…

## Egyéb kutatásai
Maurice Allais nem csak közgazdasági matematikai kérdésekkel foglalkozott, figyelme kiterjedt a fizika területére is. Különösen a gravitáció és a speciális relativitáselmélet, valamint ez utóbbi története iránt érdeklődött. Szembehelyezkedve a relativitáselmélet egyik alappillérével, főleg azt bizonygatta, hogy a tér anizotróp.
Az Allais-effektusról 1954-ben publikálta az első írásait; e napfogyatkozással kapcsolatos megfigyelésével nemzetközi tudományos vitát robbantott ki.

## Politikai szerepe
Pályafutása során Allais többféle politikai álláspontot képviselt. 1947 áprilisában olyan liberális demokraták oldalán vett részt a Mont Pelerin Társaság Vevey-i (Svájc) alakuló ülésén, mint Friedrich Hayek, Ludwig von Mises és Milton Friedman. Haszonelvű liberálisnak vallotta magát, ugyanakkor megtagadta a Társaság alapító okirata szövegének aláírását, mert az – szerinte – túlságosan nagy szerepet szánt a tulajdonjognak. George Stigler azt írta az emlékirataiban, hogy „Maurice Allais úgy gondolta, a föld magánjogi birtoklása igazságtalan”, mert hite szerint a kamatlábak nullára csökkenésével az ingatlanok értéke végtelen nagyra nő. A Mont Pelerin Társaság tagjai az állam szerepének növekedése ellen kívántak fellépni, és vissza szerették volna állíttatni az 1914 előtti szabadkereskedelmet.
A nagy francia gondolkodók egyikeként az elsők között volt, aki 1962 májusától, előbb a Combat című lapban, majd L'Algérie d'Évian című könyvében, szembe helyezkedett az éviani egyezménnyel, amelyet – elvbarátai szerint – Charles de Gaulle a franciák és a franciákhoz húzó algériai muzulmánok szándéka ellenében kötött meg, s amelyet maga Allais „állam által elkövetett bűncselekménynek” tartott. A könyv 1999-es 2. kiadásának előszavában az egyezményt úgy mutatja be, mint „a francia kisebbség és az algériai franciabarát muzulmánok ellen, Franciaország nevében elkövetett bűn, igazi népirtás története”; a harkik magukrahagyását pedig „Franciaország egész történetének legszégyenteljesebb, leggyalázatosabb tettei egyikeként” írja le.
1994-től Maurice Allais felhagyott a szabadkereskedelem politikájának hirdetésével, amelyet a hivatalos brüsszeli statisztikai adatokra hivatkozva „globalizáltnak” nyilvánít, s amely a munkanélküliség, a növekedési ütem és az egy főre jutó GDP tekintetében 1974-től erőteljes törést mutat az 1950-1974-es időszakhoz képest. Szerinte ez a közösségi preferenciákat háttérbe szorító, a szabadkereskedelmet előnyben részesítő politika vezetett a munkanélküliség növekedéséhez mind Franciaországban, mind Európában. Elméletét részletesen is kifejtette a 2007 júniusában megjelent La Mondialisation, la destruction des emplois et de la croissance című művében.
2009-ben egy levélben bejelentette, hogy csatlakozik „a Schiller Intézet és Lyndon LaRouche, a világgazdaság megmentése érdekében tett felhívásához”. Ismételten elhatárolódott attól, amit ő „a neoliberális logika és a nemzetközi kereskedelem teljes liberalizációja vakságának” nevezett, kiállva egy „észszerű protekcionizmus” mellett.
Nyíltan szembe helyezkedett az európai alkotmányos szerződéssel, Európa jövőjét másként, független, szuverén államok konföderációjaként képzelte el.
Nézeteinek egy részét, elsősorban az „észszerű protekcionizmus” elvét, 1993-tól beépítette gazdasági programjába a szélsőjobboldali Nemzeti Front (Front National). Maurice Allais a tényt nem kommentálta.

## Elismerései
- a Francia Köztársaság Becsületrendjének nagykeresztje (2010)
- a Francia Köztársaság Nemzeti Érdemrendjének nagykeresztje
- az Akadémiai Pálmák tisztje (1949)
- a Francia Nemzetgazdaság lovagja (1962)
- Közgazdasági Nobel-emlékdíj (1988)
- a Francia Társadalomtudományi Akadémia tagja; 1990. június 25-én választották be a politikai, statisztikai és pénzügyi gazdasági szekcióba, Guillaume Guindey helyére.
- a Francia Nemzeti Tudományos Kutatóközpont (CNRS) Nemzeti Bizottságának tagja (1947-1980)
- a Francia Gazdasági és Szociális Tanács Energiaügyi Bizottságának tagja (1960-1961)
- az Európai Gazdasági Közösség közlekedési tarifapolitikáját tanulmányozó szakértői bizottság elnöke (1963-1964)
- a Nemzetközi Ökonometriai Társaság tagja (1949-1980)
- a Nemzetközi Statisztikai Intézet tagja (1951-1980)
- Fellow of the New York Academy of Sciences (1956-1970)
- Fellow of the Operations Research Society of America (1958-1970)
- Fellow of Council of the Econometric Society (1960-1965)
- a Francia Gazdaságtudományi Egyesület elnöke
- az American Economic Association tiszteletbeli tagja (1976)
- az US National Academy of Sciences külföldi levelező tagja (1989)
- a Római Accademia Nationale dei Lincei külföldi levelező tagja (1991)
- az Orosz Tudományos Akadémia külföldi levelező tagja (1999)
- a Groningeni Egyetem (1964), a Mons-i Egyetem (1992), a Párizsi Amerikai Egyetem (1992), valamint a Lisszaboni Egyetem (1993) tiszteletbeli doktora
- a párizsi Felsőfokú Kereskedelmi Iskola díszoklevele 1993
- Párizs városának nagy aranyozott ezüst érme (1989)
- Nizza városának nagy aranyérme (1989)
- Nancy városának nagy aranyérme (1990)
- a Nemzeti Ipart Támogató Társaság aranyérme (1970)
- a CNRS aranyérme (1978)
- a Párizs X Egyetem (Nanterre) aranyérme (1989)
- a francia Polgári Csillag aranyérme (1990)

### Emléke
- Egykori gimnáziumának (Lycée Lakanal – Sceaux) előadótermét Maurice Allais-teremnek keresztelték át.

### Díjai

#### Gazdasági díjak
- Laplace-díj és a Francia Tudományos Akadémia Rivot-díja a Politechnikum évfolyamelsőként való elvégzéséért (1933).
- a Francia Társadalomtudományi Akadémia Charles Dupin-díja (1954)
- Lanchester Prize of the Johns Hopkins University and the Operations Research Society of America (1958)
- a Francia Társadalomtudományi Akadémia Joseph Dutens-díja (1959)
- a Francia Társadalomtudományi Akadémia Robert Blanché-díja (1983)
- a Francia Társadalomtudományi Akadémia Guido Zerilli-Marimo Nagydíja (1984)
- a zsűri különdíja a Dupuit-de-Lesseps-díj létrehozása alkalmából (1987)

#### Fizikai díjak
- a Francia Űrhajózási Társaság Galabert-díja (1959)
- Laureate of the Gravity Research Foundation, USA (1959)

## Főbb művei
Maurice Allais következetesen francia nyelven publikált. Könyveinek többsége a párizsi Clément Juglar kiadónál jelent meg.
- Allais, Maurice: Les Lignes directrices de mon œuvre (francia nyelven). Nobel-beszéd a Svéd Királyi Tudományos Akadémia előtt. erudit.org, 1988. (Hozzáférés: 2018. december 4.)
- À la Recherche d'une discipline économique (1943) (franciául)
- Économie pure et rendement social (1945) (franciául)
- Abondance ou misère (1946) (franciául)
- Économie et intérêt, (1947) (franciául)
- La Gestion des houillères nationalisées et la théorie économique (1949) (franciául)
- (1953) „Le Comportement de l’homme rationnel devant le risque: critique des postulats et axiomes de l’école Américaine” (francia nyelven). Econometrica 21, 503-546. o.
- Les Fondements comptables de la macro-économique (1954) (franciául)
- L'Europe unie, route de la prospérité (1959) (franciául)
- Le Tiers monde au carrefour (1961) (franciául)
- L'Algérie d'Evian (1962, 1999)[31] (franciául)
- The Role of Capital in Economic Development (Róma, Pontificiae Academiae Scientarium, 1963) (angolul)
- Reformulation de la théorie quantitative de la monnaie (1965) (franciául)
- Growth without inflation (Tokyo, Rikkyo university, Center for modern economics, 1967) (angolul)
- Growth and inflation (Washington, American bankers association, 1969) (angolul)
- La Libéralisation des relations économiques internationales – Accords commerciaux ou intégration économique (:Gauthier-Villars,1970 ) (franciául)
- L'Inflation française et la croissance – Mythologies et réalité (1974) (franciául)
- L'Impôt sur le capital et la réforme monétaire (Hermann, 1977 – ISBN 978-2-7056-6053-6) (franciául)
- La Théorie générale des surplus (1978, majd Presses Universitaires de Grenoble, 1981 ISBN 2-7061-0327-2) (franciául)
- Les Conditions monétaires d’une économie de marchés – De la réflexion sur le passé à la préparation de l‘avenir (Montchrestien, 1987) (franciául)
- Autoportraits – une vie, une oeuvre (Montchrestien, 1989 – ISBN 978-2-7076-0409-5) (franciául)
- Pour l'indexation (Clément Juglar, 1990 – ISBN 978-2-908735-01-7) (franciául)
- Les Bouleversements à l’Est. Que faire? (1990) (franciául)
- La Théorie générale des surplus et l'économie de marchés (1990 – három, 1967-es, 1971-es és 1988-as értekezés szövegével) (franciául)
- Contributions à la théorie générale de l'efficacité maximale et des surplus (1990 – négy, 1964-es,1965-ös,1973-as és 1975-ös értekezés szövegével) (franciául)
- Pour la réforme de la fiscalité (Clément Juglar, 1990 – ISBN 978-2-908735-00-0) (franciául)
- L'Europe face à son avenir. Que faire? (Robert Laffont, 1991 – ISBN 978-2-221-07284-4) (franciául)
- Erreurs et impasses de la construction européenne (Clément Juglar, 1992 – ISBN 978-2-908735-04-8) (franciául)
- Combats pour l'Europe.1992-1994 (Clément Juglar, 1994 – ISBN 2-908735-07-5) (franciául)
- La Crise mondiale aujourd'hui (Clément Juglar, 1999 február – ISBN 2-908735-11-3) (franciául)
- Nouveaux combats pour l'Europe. 1995-2002 (Ed. Clément Juglar, 2002 – ISBN 2-908735-16-4) (franciául)
- L'Europe en crise. Que faire? (Clément Juglar, 2005 – ISBN 2-908735-22-9) (franciául)
- La Mondialisation, la destruction des emplois et de la croissance, l'évidence empirique (Clément Juglar, 2007 – ISBN 978-2-908735-12-3) (franciául)

## Bibliográfia
- Aujard, Henry. Un savant méconnu : portraits d'un autodidacte : sur l'œuvre de Maurice Allais, Prix Nobel de sciences économiques. (francia nyelven). Párizs: Clément Juglar [2002]. ISBN 978-2-908735-15-4
- Malinvaud, Edmond. Maurice Allais, précurseur méconnu des modèles à générations renouvelées. (francia nyelven). Párizs: Economica [1986]. ISBN 2-7178-1002-1
- Munier, Bertrand. L'œuvre d'économiste de Maurice Allais : achèvements théoriques et germes de renouveau. (francia nyelven). Aix-en-Provence: Université de droit d'économie et des Sciences d'Aix-Marseille (Faculté d'économie appliquée) [1984]. ISBN 2-7178-1002-1

## Fordítás
- Ez a szócikk részben vagy egészben az Maurice Allais című francia Wikipédia-szócikk ezen változatának fordításán alapul.  Az eredeti cikk szerkesztőit annak laptörténete sorolja fel. Ez a jelzés csupán a megfogalmazás eredetét és a szerzői jogokat jelzi, nem szolgál a cikkben szereplő információk forrásmegjelöléseként.